# Чирешоая (Бістріца-Несеуд)
Чирешоая (рум. Cireșoaia) — село у повіті Бистриця-Несеуд в Румунії. Входить до складу комуни Браніштя.
Село розташоване на відстані 339 км на північний захід від Бухареста, 33 км на захід від Бистриці, 53 км на північний схід від Клуж-Напоки.

## Населення
За даними перепису населення 2002 року у селі проживали 1570 осіб.
Національний склад населення села:
| Національність | Кількість осіб | Відсоток |
| -------------- | -------------- | -------- |
| угорці         | 1553           | 98,9%    |
| румуни         | 17             | 1,1%     |

Рідною мовою назвали:
| Мова      | Кількість осіб | Відсоток |
| --------- | -------------- | -------- |
| угорська  | 1552           | 98,9%    |
| румунська | 17             | 1,1%     |